# Choltí
Choltí (ch'olti') är ett utdött mayaspråk som talades i Manche-regionen i östra Guatemala. Språket är bara känt från ett enstaka dokument som skrevs mellan 1685 och 1695 och som första gången granskades av Daniel Garrison Brinton. Choltí är nära besläktat med chorti.
Flertalet texter som skrivits med mayaskriftens glyfer ser ut att vara skrivna på en variant av choltí, kallad klassisk choltí av  epigrafer och som antas ha talats som en bildad dialekt lite varstans inom Mayas område under den klassiska perioden.